# Ô Long Viện
Ô Long Viện (giản thể: 乌龙院; phồn thể: 烏龍院; bính âm: Wū lóng yuàn; tiếng Anh: Wuloom Family) là một bộ truyện tranh của Đài Loan.

## Lịch sử
Truyện có tình tiết cười, được độc giả yêu thích. Truyện do Ngao Ấu Tường (敖幼祥) sáng tác, đã trở thành truyện tranh được yêu thích ở Đài Loan, Trung Quốc và cả Việt Nam. Tại Đài Loan, truyện đã bán được 10 triệu cuốn.
Ô Long Viện đã được chuyển thể thành phim hoạt hình. Tổng cộng có 47 tập.

## Nội dung
Bộ truyện xoay quanh cuộc sống hàng ngày của 4 thầy trò trong chùa Ô Long ở Thạch Đầu Thành gồm 2 vị hòa thượng cao tuổi và 2 người học trò. Mỗi người lại có một nét tính cách rất riêng, đôi khi hơi quái dị nên thường xuyên tạo ra những tình huống oái oăm mang lại những tiếng cười sảng khoái cho người đọc. Ngoài 4 nhân vật chính ra còn có nhiều nhân vật luôn đồng hành cùng 4 thầy trò như Thái Bổ Đầu, Quan Huyện, Hoàng Đế,... Bộ truyện vừa mang màu sắc Trung Hoa truyền thống vừa pha lẫn chút hiện đại, phản ánh sâu sắc lối sống, những thói hư tật xấu, những điều bất cập trong xã hội Trung Quốc xưa và nay.
Truyện gồm có các phần:
- Ô long viện (12 tập)
- Ô long viện siêu buồn cười (10 tập)
- Ô long viện tình huynh đệ (27 tập)
- Ô long viện gia đình vui (3 tập)
- Ô long viện vườn thú hiếm (7 tập)
- Ô long viện linh vật sống (43 tập)
- Ô long viện đại chiến trường (4 tập)
- Ô long viện truyện đen trắng (4 tập)

## Nhân vật
- Sư phụ Lông Mày Dài (Không Hải) : Một ông già giỏi võ, thích khoe khoang và dễ nhụt chí. Luôn "khẩu xà tâm phật"
- Sư phụ Bự (Không Viên) : Sư đệ của Lông Mày dài, rất béo, vô cùng từ bi.
- A Lượng: Đại sư huynh trong Ô Long Viện, khỏe mạnh, tuy vậy rất ngốc , chuyên gia gây rắc rối , từng là quán quân Olimpic
- Tiểu sư đệ: Sư đệ của A Lượng, thông minh  hơn sư huynh đủ mặt,từng là Trạng Nguyên Nhí.
- Chương đại nhân: Viên quan thất phẩm, nhát gan và hay ngoại tình.
- Phu nhân Chương: Vợ của Chương đại nhân, hay đánh chồng vì ngoại tình.
- Thái bổ đầu: Viên bổ đầu có chiều cao khiêm tốn, ế vợ, luôn tận tâm với công việc.
- Thành Cát Tư Hãn: Vua Hung Nô, sau khi đầu hàng quân Hán, được cưới Hoa Mộc Lan.
- Hoa Mộc Lan: Vợ Khan, nữ tướng anh hùng.
- Vua Da Heo: Ông vua Hán háo sắc,keo kiệt, vô cùng béo.
- Hoàng hậu: Vợ của Vua Da Heo, rất thích trang sức.
- Tiểu Long Nhi: Hoàng thái tử, con của Vua Da Heo và Hoàng Hậu.
- Tổng quản: Viên Thái giám trung thành của vua, rất thiển cận.
- Tinh tinh: Bạn thân của Tiểu Đệ, mẹ Tinh Tinh - Khổ Hải Nữ Thần Long là tiểu muội của Lông mày dài.